# گرند جانکشن (تنسی)
گرند جانکشن(به انگلیسی: Grand Junction) شهری در ایالت تنسی کشور ایالات متحده آمریکا است که جمعیت آن در سرشماری سال ۲۰۱۰ میلادی، ۳۲۵ نفر بوده‌است.